# Yvonne Beaudry
Pour les articles homonymes, voir Beaudry.
Yvonne Beaudry est une infirmière en chef, née le 16 octobre 1875 à Beauharnois, au Québec, et morte en 1947.

## Biographie
Yvonne Beaudry voit le jour le 16 octobre 1875 à Beauharnois,, au Québec. En 1901, elle obtient son diplôme de l’École des infirmières de l’Hôpital général St. Luke’s, à Ottawa. Elle travaille d’abord à l’Hôpital Strathcona situé dans cette ville durant sept ans pour ensuite devenir, de 1909 à 1914, infirmière en chef de la station de quarantaine de la Grosse Île, au Québec. Cette île est la station de quarantaine pour tous les immigrants se dirigeant vers la ville de Québec, laquelle était, à l’époque, un port d’entrée important au Canada. De 1915 à 1920, elle se déplace d’un hôpital à l’autre, fait partie de l’Armée canadienne et gère plusieurs situations de crise,. Elle sert notamment comme infirmière en chef pendant la Première Guerre mondiale, dans un hôpital en France, à Troyes, d'un millier de lits, organisé par l'université Laval de Montréal, de 1916 à 1919.

### Une infirmière en chef dévouée et irremplaçable
Après ces années mouvementées, elle siège au bureau de la direction de la Fédération des femmes canadiennes-françaises pendant une dizaine d’années. Elle se préoccupe beaucoup du bien-être des enfants et constate que ce sont eux ainsi que les femmes qui ont le plus souffert dans cette histoire.[réf. nécessaire]

### Hommages et reconnaissance
Yvonne Beaudry reçoit plusieurs hommages au cours de sa vie. Elle reçoit, entre autres, la Croix rouge royale 2e classe, la Médaille française or des épidémies, la Médaille de guerre britannique, la Médaille de la Victoire, ainsi que la Médaille de vermeil du Gouvernement français. Son dernier emploi est au Bureau fédéral de la statistique à Ottawa, emploi qu’elle a occupé jusqu’en 1939.
- Médaille d'honneur des épidémies